# Atak rakietowy na centrum handlowe w Krzemieńczuku
Atak rakietowy na centrum handlowe w Krzemieńczuku – atak na centrum handlowe Amstor w Krzemeńczuku, przeprowadzony przez wojska rosyjskie 27 czerwca 2022 roku. Według prezydenta Ukrainy Wołodymyra Zełenskiego na obiekcie podczas ostrzału znajdowało się około tysiąca osób.

## Okoliczności
Siły Powietrzno-Kosmiczne Federacji Rosyjskiej wystrzeliły pociski Ch-22 z samolotu Tu-22M z kierunku Kurska. Do ataku doszło w godzinach popołudniowych, gdy wiele osób przyjechało po pracy do centrum handlowego na zakupy. Po ataku budynek stanął w płomieniach. Z pożarem walczyło ponad 100 strażaków. Na miejsce wysłano też pociąg gaśniczy. Powierzchnia pożaru przekroczyła 10 tysięcy metrów kwadratowych. Według władz lokalnych zginęły 22 osoby, a 56 zostało rannych.
Władze rosyjskie oświadczyły, że centrum handlowe było nieczynne, a jego pożar był wynikiem wybuchu pobliskiego składu amunicji trafionego rakietą. Rosyjska wersja wydarzeń została przeanalizowana przez dziennikarzy BBC Reality Check na podstawie zdjęć, nagrań wideo i relacji świadków – żadne z twierdzeń Rosjan nie zostały potwierdzone, określono je jako rosyjską taktykę dezinformacji. 